# Karpo Godina
Karpo Godina (tudi Karpo Aćimović Godina), slovenski filmski režiser, direktor fotografije, montažer in pedagog, * 26. junij 1943, Skopje, Makedonija.

## Življenje
Karpo Godina, sin igralke Milene Godine, je študiral režijo na AGRFT v Ljubljani, kjer je leta 1966 diplomiral. Svojo filmsko pot je pričel v začetku šestdesetih let 20. stoletja z amaterskimi filmi in mednarodno uspešnimi kratkimi igranimi in dokumentarnimi filmi. 
Kot direktor fotografije je sodeloval pri več kot dvajsetih filmih, režiral je televizijske nadaljevanke in kratke filme. 
Od 1990 do upokojitve 2010 je poučeval filmsko režijo na AGRFT, nazadnje kot redni profesor.  

## Nagrade in priznanja
- Nagrada jugoslovanske režije kritike (1980, 1983)
- Badjurova nagrada (1980, 1982, 1991)
- Nagrada kraljevskega filmskega arhiva Belgije (1980) - za Splav meduze
- Nagrada žirije francoskih filmskih medijev (1984) - za film Rdeči boogie
- Prešernova nagrada (2006)
- zaslužni profesor ljubljanske univerze (2011)
- Badjurova nagrada za življenjsko delo (2013)
- častni član Društva slovenskih režiserjev (2016)
- Župančičeva nagrada za življenjsko delo (2018)
- nagrada Franceta Štiglica (2018)
- nagrada Iris Združenja filmskih snemalcev Slovenije  za življenjsko delo (2019)
- zlati pečat Jugoslovanske kinoteke (Beograd, 2022)

## Celovečerni filmi
- Splav meduze, 1980
- Rdeči boogie ali Kaj ti je deklica, 1982
- Umetni raj, 1990
- Zgodba gospoda P. F., 2002 (TV-dokumentarni)

## TV-dokumentarci
- Abesinija, 1999
- Chubby was here - Šumiju v slovo, 1999